# Sennely
Sennely és un municipi francès, situat al departament del Loiret i a la regió de Centre – Vall del Loira. L'any 2007 tenia 615 habitants.

## Demografia

### Població
El 2007 la població de fet de Sennely era de 615 persones. Hi havia 256 famílies, de les quals 73 eren unipersonals (24 homes vivint sols i 49 dones vivint soles), 73 parelles sense fills, 98 parelles amb fills i 12 famílies monoparentals amb fills.
La població ha evolucionat segons el següent gràfic:
Habitants censats

### Habitatges
El 2007 hi havia 361 habitatges, 261 eren l'habitatge principal de la família, 78 eren segones residències i 22 estaven desocupats. 353 eren cases i 5 eren apartaments. Dels 261 habitatges principals, 184 estaven ocupats pels seus propietaris, 60 estaven llogats i ocupats pels llogaters i 17 estaven cedits a títol gratuït; 17 tenien dues cambres, 58 en tenien tres, 68 en tenien quatre i 118 en tenien cinc o més. 234 habitatges disposaven pel capbaix d'una plaça de pàrquing. A 128 habitatges hi havia un automòbil i a 119 n'hi havia dos o més.

### Piràmide de població
La piràmide de població per edats i sexe el 2009 era:
| Homes | Edats   | Dones |
| ----- | ------- | ----- |
| 0     | 95 o +  | 8     |
| 0     | 90 a 94 | 4     |
| 0     | 85 a 89 | 4     |
| 0     | 80 a 84 | 8     |
| 28    | 75 a 79 | 20    |
| 16    | 70 a 74 | 20    |
| 12    | 65 a 69 | 20    |
| 8     | 60 a 64 | 20    |
| 28    | 55 a 59 | 20    |
| 16    | 50 a 54 | 20    |
| 24    | 45 a 49 | 12    |
| 8     | 40 a 44 | 4     |
| 24    | 35 a 39 | 12    |
| 28    | 30 a 34 | 4     |
| 0     | 25 a 29 | 16    |
| 12    | 20 a 24 | 20    |
| 4     | 15 a 19 | 12    |
| 16    | 10 a 14 | 0     |
| 16    | 5 a 9   | 24    |
| 4     | 0 a 4   | 4     |

## Economia
El 2007 la població en edat de treballar era de 368 persones, 284 eren actives i 84 eren inactives. De les 284 persones actives 275 estaven ocupades (143 homes i 132 dones) i 9 estaven aturades (5 homes i 4 dones). De les 84 persones inactives 43 estaven jubilades, 25 estaven estudiant i 16 estaven classificades com a «altres inactius».

### Ingressos
El 2009 a Sennely hi havia 273 unitats fiscals que integraven 654 persones, la mediana anual d'ingressos fiscals per persona era de 19.102,5 €.

### Activitats econòmiques
Dels 18 establiments que hi havia el 2007, 1 era d'una empresa alimentària, 5 d'empreses de fabricació d'altres productes industrials, 5 d'empreses de construcció, 1 d'una empresa de transport, 1 d'una empresa d'hostatgeria i restauració, 1 d'una empresa financera, 1 d'una empresa immobiliària, 1 d'una empresa de serveis i 2 d'empreses classificades com a «altres activitats de serveis».
Dels 5 establiments de servei als particulars que hi havia el 2009, 2 eren paletes, 1 fusteria, 1 lampisteria i 1 electricista.
Dels 2 establiments comercials que hi havia el 2009, 1 era una botiga de menys de 120 m² i 1 una fleca.
L'any 2000 a Sennely hi havia 15 explotacions agrícoles que ocupaven un total de 504 hectàrees.

## Equipaments sanitaris i escolars
El 2009 hi havia una escola maternal integrada dins d'un grup escolar amb les comunes properes formant una escola dispersa.

## Poblacions més properes
El següent diagrama mostra les poblacions més properes.